# 阌乡郡
阌乡郡，中国南北朝时设置的郡。
北周明帝二年（558年）置，治所在阌乡县（今河南省灵宝市西北文乡）。辖境约当今河南省灵宝市西部地。属陕州。隋朝开皇三年（583年）废。 